# 一色れな
一色 れな（いっしき れな、1984年12月27日 - ）は、日本の元AV女優。大阪府出身。
血液型：O型。身長：156cm。スリーサイズ：B85・W56・H85 。Cカップ。

## 略歴
- 2003年11月 - 『NEW FACE 35』でKUKI専属女優としてAVデビュー。
- 2004年3月 - 『ビージーン 21』で桃太郎映像出版に移籍しセルデビュー。

現在は引退している。

## 作品

### アダルトビデオ
2003年
- NEW FACE 35（11月28日、KUKI / TANK）
- 迷子になりたい（12月24日、KUKI / TANK）

2004年
- オアシス（1月28日、KUKI / TANK）
- 南極2号（2月22日、KUKI / TANK）
- ビージーン 21（3月5日、桃太郎映像出版）
- いっしょに遊ぼ（4月2日、桃太郎映像出版）
- フロム ハート れな一色（いっしょく）（5月7日、桃太郎映像出版）
- バニー倶楽部（5月7日、桃太郎映像出版）他出演:春日みゆき、星野桃、七瀬里帆
- 淫・崩壊 猟奇の館シリーズ 第二章 〜奪われた白い秘肉〜（6月25日、桃太郎映像出版）
- メイク室でやりたい放題！（6月25日、桃太郎映像出版）他出演:桜朱音
- 悶絶！レナの猥褻3話（7月16日、桃太郎映像出版）
- デジタルモザイク Vol.46（8月15日、MOODYZ）
- ANGEL HIGH SCHOOL（9月8日、アイデアポケット）
- バーチャルEX アイドル同棲 僕の恋愛シミュレーション（10月8日、アイデアポケット）
- 女子校生監禁凌辱 鬼畜輪姦48（11月8日、アタッカーズ）

2005年
- ひとりエッチ プラス（1月21日、桃太郎映像出版）他出演:黒崎扇菜、早坂ひとみ、三浦沙耶香、桜朱音、彩名杏子
- Rr －アール－（6月7日、アタッカーズ）共演:上原留華、白鳥るり、五月夕貴、沢田椋、堤凛